# IQ – Te vagy, aki nekem jár!
Az IQ - Te vagy aki nekem jár! Szulák Andrea 3. nagylemeze, amelyen az első albumhoz hasonlóan saját dalokat énekel.

## Az album dalai[1]
1. IQ (D.J. Öcsi-Valla Attila)
2. Az élet megy tovább (Mészáros Péter-Szulák Andrea)
3. Félig sem egészen (Berkes Gábor-Szentmihályi Gábor-Geszti Péter)
4. Gyilkos szerelem (Berkes Gábor-Valla Attila)
5. Miért várom őt Előd-Márk remix (Berkes Gábor-Szentmihályi Gábor-Duba Gábor)
6. Tűz és víz (Berkes Gábor-Valla Attila)
7. Szerelemnek mondható (Mészáros Péter-Valla Attila)
8. Tűzben égek (Mészáros Péter-Bakó A.)
9. Jégszív (Berkes Gábor-Valla Attila)
10. A Főnök én vagyok (Berkes Gábor-Valla Attila)
11. Emlék (Mészáros Péter-Szulák Andrea)
12. Xénia láz (B verzió) (Berkes Gábor-Berkes P.)

## Közreműködtek
- Mészáros Péter - billentyűk
- Sipeki Zoltán - gitár
- Gyenes Béla - szaxofon
- Vermes László - dob
- Lőrincz Viktor - gitár
- Barabás Bea, Molnár Szilvia, Tombor Zoltán - vokál
- Béres Zoltán - rap